# Свадовський Павло Лешикович
Павло́ Ле́шикович Свадо́вський — полковник Збройних сил України. Заступник військового комісара Волинського обласного військового комісаріату, заступник керівника управління луцького гарнізону. Учасник російсько-української війни.

## З життєпису
З 16 грудня 2014 по лютий 2015 року — начальник штабу зведеного загону Повітряних сил «Дика качка» на території Донецького аеропорту, псевдо «Німець». Брав участь у боях біля Донецького аеропорту, селища Спартак. 22 січня 2015-го у складі загону витримав 8-годинний бій із терористами. Загін зазнав втрат, у терористів було знищено 3 БТР, 3 БМП, 1 бронетягач, 7 «Уралів», 1 «Краз», захопили 4 гармати «Рапіра», полонили терористів і з «Першої слов'янської бригади», пошкоджено 2 танки нападників. Одну із «Рапір» налагодили, вогнем з неї 1 лютого знищили бронетранспортер. Загинули майор Василь Петренко та солдат Денис Попович.
Станом на 2016 рік — полковник.
Станом на 2017 рік — начальник мобілізаційного відділу Волинського військового комісаріату.
Станом на 2018 рік — заступник військового комісара Волинського обласного військового комісаріату, заступник керівника управління луцького гарнізону.
У період з квітня 2023 року по квітень 2024 року — старший офіцер Командування Сухопутних військ Збройних сил України.
У квітні 2024 року звільнений з військової служби за станом здоров'я.

## Нагороди
За особисту мужність і героїзм, виявлені у захисті державного суверенітету та територіальної цілісності України, вірність військовій присязі під час російсько-української війни
- нагороджений орденом Богдана Хмельницького III ступеня (3.11.2015).[5]
- нагороджений іменною зброєю Головнокомандувача Збройних сил України (2022).